# Meandroloculina
Meandroloculina es un género de foraminífero bentónico de la subfamilia Meandroloculininae, de la familia Nubeculariidae, de la superfamilia Cornuspiroidea, del suborden Miliolina y del orden Miliolida. Su especie tipo es Meandroloculina bogatschovi. Su rango cronoestratigráfico abarca el Mioceno.

## Discusión
Clasificaciones más recientes incluyen Meandroloculina en la superfamilia Nubecularioidea.

## Clasificación
Meandroloculina incluye a las siguientes especies:
- Meandroloculina bogatschovi †
- Meandroloculina didkowskii †